# K3 (banda de musica)
K3 és un belga-neerlandés de música pop grup amb un repertori de cançons en neerlandés format per Hanne Verbruggen, Marthe De Pillecyn, i Julia Boschman. A més de la música, també són fonamentals per a moltes pel·lícules de cinema, sèries de televisió i musicals. L'estil i la iconicitat de la firma de K3 es basen en el fet que les tres noies porten majoritàriament el mateix vestit, i tradicionalment són una pèl-roja, una morena i una rossa. Al llarg de la seva carrera, K3 ha construït un espai dins de la cultura pop holandesa i belga, convertint-se en un dels grups de més èxit del Benelux. El nom del grup deriva de les primeres lletres dels tres primers membres del 1998: Karen Damen, Kristel Verbeke i Kathleen Aerts.
Kathleen Aerts va sortir de la formació el març de 2009. Va ser substituïda per Josje Huisman més tard aquell any després de guanyar l'audició del reality show K2 Zoekt K3 . El 6 de novembre de 2015, Karen, Kristel i Josje van ser succeïdes per Hanne Verbruggen, Klaasje Meijer i Marthe De Pillecyn després que esdevinguessin els guanyadors del K3 Zoekt K3 . El 9 de febrer de 2021, Klaasje va anunciar la seva sortida de K3 i el mateix any es va celebrar un altre reality show d'audició per trobar un nou membre. Dels més de 22.000 participants, Julia Boschman va guanyar el concurs i va passar a formar part del grup.

## Història

### Ascens a la fama (1998-2002)
La banda va ser creada per Niels William l'any 1997. Primer es va anomenar Mascara i estava formada per Karen Damen, Kristel Verbeke i Kelly Cobbaut. La seva intenció era formar una mena de versió flamenca de les "Spice Girls". Després d'haver cobert una cançó, Kelly va deixar el grup per anar a la universitat. Se suposa que la substituiria Deborah Ostrega, però immediatament es va retirar després de signar el contracte, perquè no volia cantar en holandès. Finalment, William va aconseguir trobar Kathleen Aerts com a reemplaçament i com que de nou algú es va unir amb una "K" com a lletra inicial, van decidir canviar el nom de la banda per K3 el 13 de novembre de 1998. El primer senzill és "Wat ik wil" (El que vull). Aquest llançament no va tenir gaire èxit.
El 1999, K3 va participar en la selecció per a la candidatura belga al Festival d'Eurovisió amb la seva cançó "Heyah Mama". La cançó no va ser ben rebuda per un dels jutges, que va qualificar les noies de "productes carnis variats". No obstant això, "Heyah Mama" va ser llançat com a senzill i es va convertir en el primer gran èxit de la banda, aconseguint el segon lloc de la llista flamenca Ultratop 50, amb 25 setmanes. La seva popularitat va créixer ràpidament. Aproximadament un any després de fer-se famós a Flandes, K3 també es va fer famós als Països Baixos.
K3 destaca per ser el primer acte pop que va arribar a la part superior de les llistes sense rebre cap emissió dels canals de televisió musicals habituals. Els seus compositors van ser Miguel Wiels, Alain Vande Putte i Peter Gillis.

### Uneix-te a Studio 100 (2002-2009)

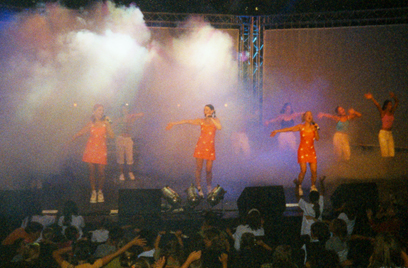
K3 performance - Ostende - 2001

El 2002, Niels William va vendre la banda a Studio 100, una productora de televisió flamenca per a programes, pel·lícules i musicals holandesos i belgues.
K3 va oferir molts èxits, havien publicat nou àlbums. El seu vuitè àlbum Ya Ya Yippee va vendre més de 50.000 còpies en prevenda dins del Benelux. El novè àlbum, Kusjes (Petons), va vendre 20.000. També van llançar diversos DVD amb videoclips, musicals, pel·lícules i amb metratge especialment gravat. K3 té un programa de televisió per a nens anomenat De wereld van K3 (K3's World).
L'any 2006, es va celebrar una festa a Plopsaland, un popular parc temàtic, per celebrar el desè aniversari de Studio 100. En l'acte, els membres de la banda van obrir el Museu K3 que ofereix una visió general de la seva carrera. Hi ha entrevistes, roba i accessoris de les pel·lícules que es poden veure, com ara els patinets d'aire de la pel·lícula K3 en het Magische Medaillon (K3 i el medalló màgic). També es poden veure les seves certificacions d'or i platí.

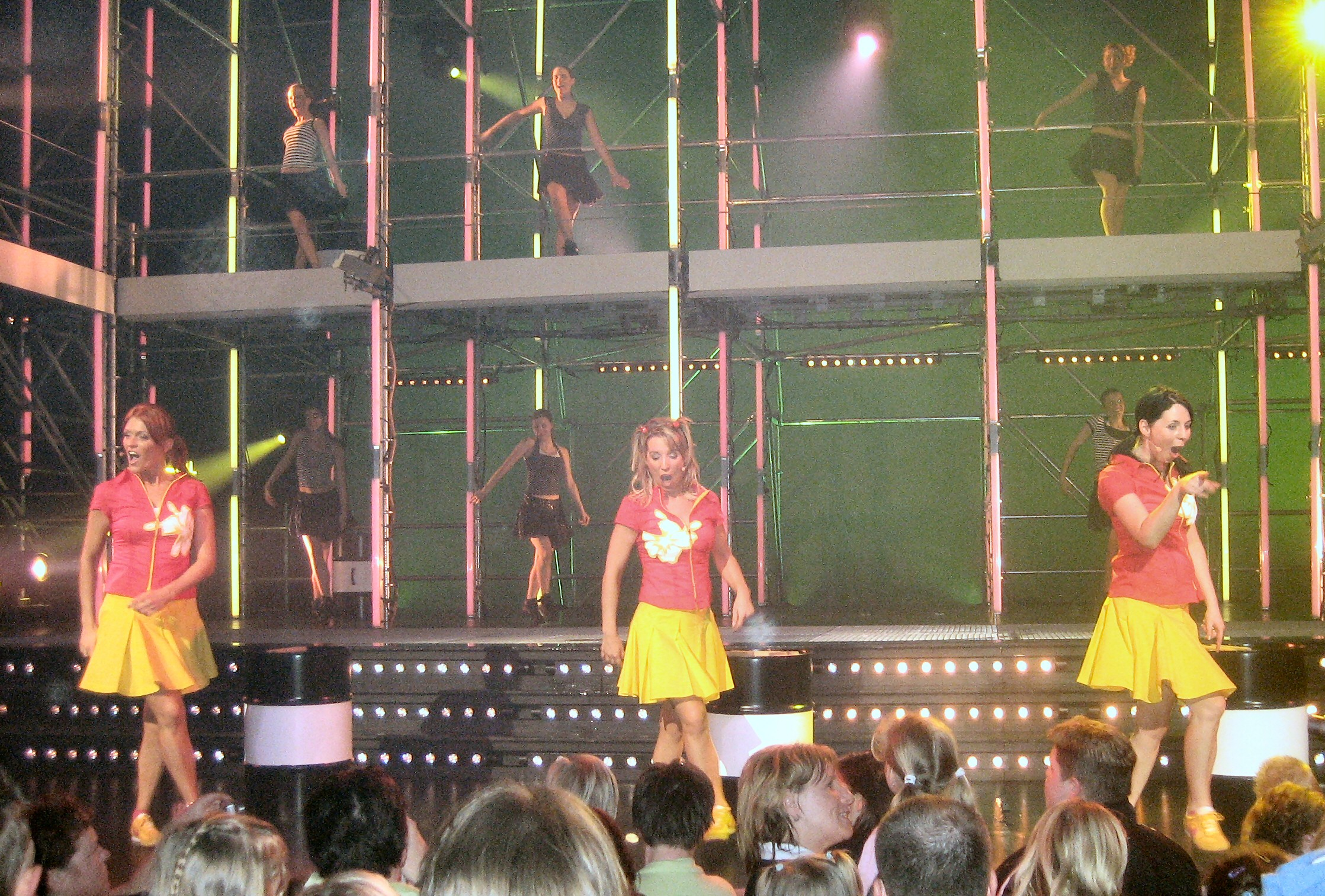
K3 performance - Hasselt - 2006

El 2007, un equip de Madame Tussauds de Londres va prendre mesures dels membres de la banda per a estàtues de cera. K3 els va donar a conèixer al Madame Tussauds d'Amsterdam el mateix any. El 2008, la banda va celebrar el seu 10è aniversari amb l'espectacle 10 jaar K3 (10 anys de K3). També es va celebrar a Plopsaland.

### Canvi de formació (2009)
El 23 de març de 2009, Kathleen va anunciar la seva marxa en una conferència de premsa. "Va ser una decisió difícil, al cap i a la fi, vaig donar els millors anys de la meva vida a K3. La gent canvia i la vida està en moviment constant; ara tinc 30 anys i després de deu anys és hora de seguir endavant". Va fer les seves dues últimes aparicions amb K3 al juny en una vitrina de Studio 100 al Rotterdam Ahoy.
Aleshores, la Karen i la Kristel van buscar un substitut a la televisió mitjançant un programa de talent anomenat "K2 zoekt K3" ("K2 buscant K3"). A l'episodi final, l'holandès Josje Huisman va ser escollit com el membre més nou de K3.

### Més èxit (2010-2014)

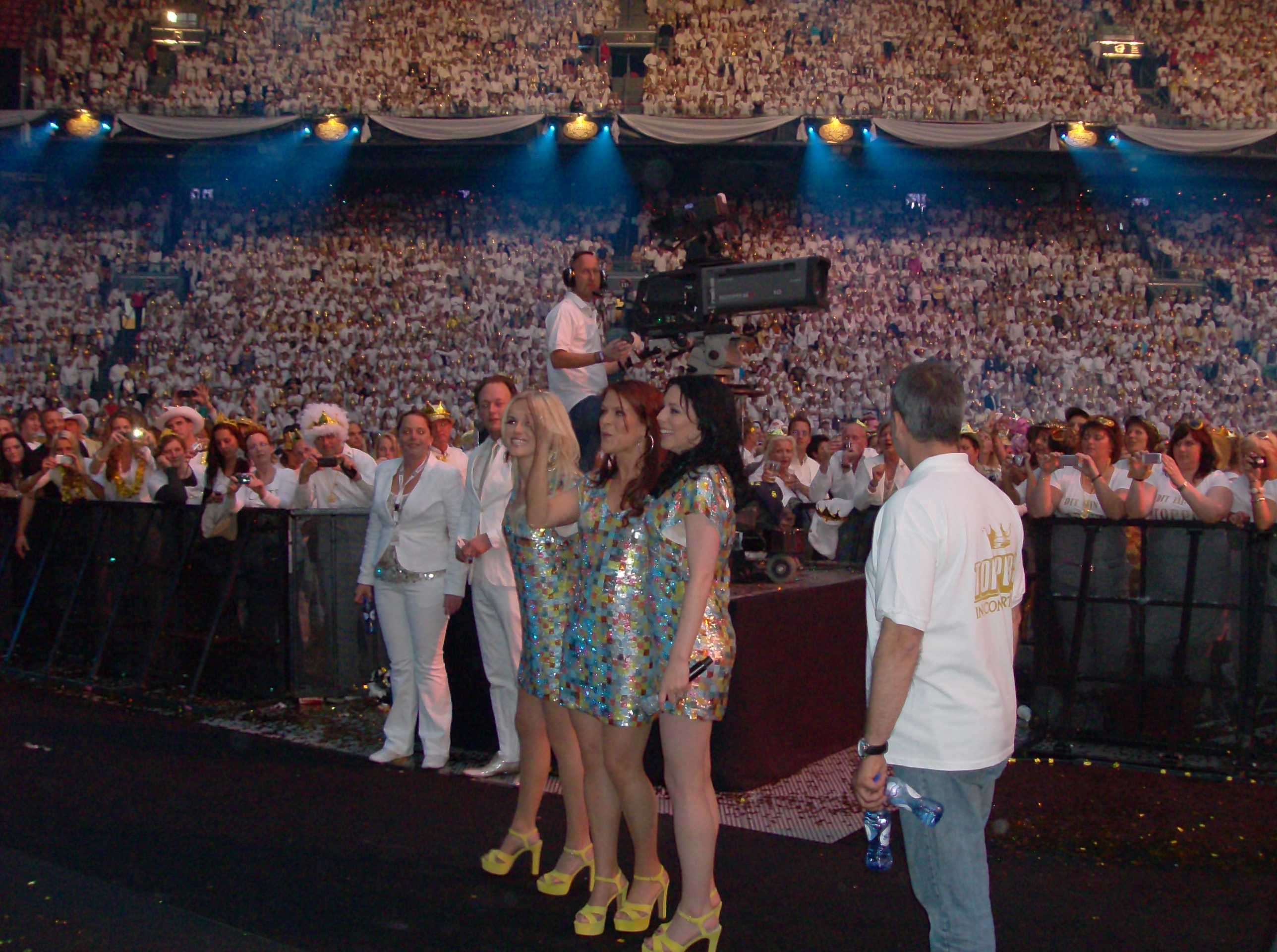
K3 aparició de convidat - Amsterdam - 2011

El primer senzill amb Huisman com a part del grup, " MaMaSé! ", es va convertir en un gran èxit, arribant al número u durant sis setmanes consecutives als Països Baixos i durant set setmanes a Bèlgica. Va figurar entre els tres primers de les llistes de final d'any d'ambdós països. L' àlbum del mateix nom va entrar a la llista d'àlbums de final d'any als dos països el 2009, 2010 i 2011.
El 2010, K3 va rodar nous episodis per al seu programa de xerrades per a nens (aquesta vegada amb Josje) i també van començar la seva pròpia sitcom anomenada "Hello K3", en què retraten versions de ficció d'ells mateixos vivint al mateix edifici i intentant equilibrar una vida normal. amb ser superestrelles. També es va publicar un nou senzill amb el mateix nom a l'àlbum Eyo!.

El 2011 van protagonitzar el primer musical en 3D del món, basat en Alícia al país de les meravelles de Lewis Carrol. El 2012 van publicar el seu àlbum Engeltjes (angelets) acompanyat de la seva quarta pel·lícula K3 Bengeltjes. El 2013 van llançar el seu àlbum Loko Le i la seva cinquena pel·lícula K3 Dierenhotel (K3 Animalhotel). 

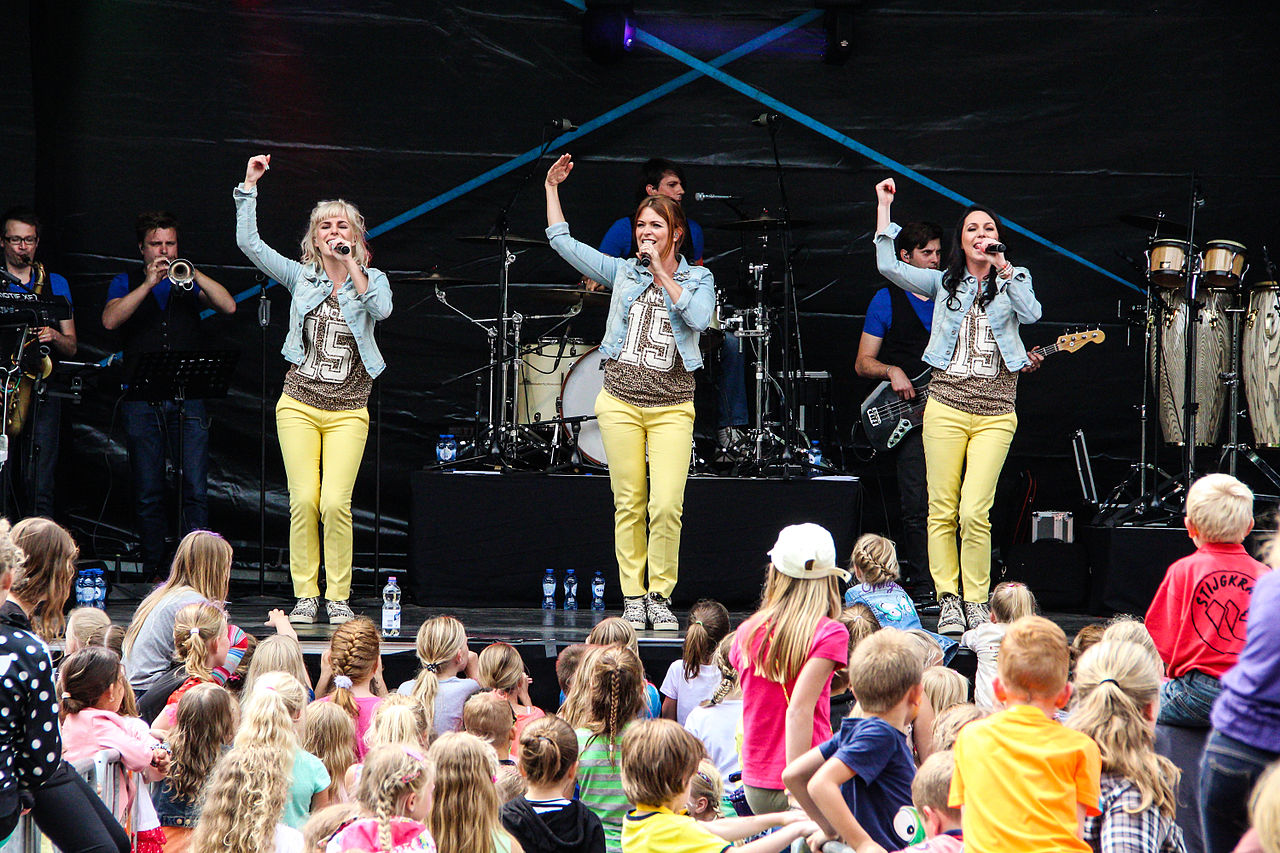
K3 performance - Drenthe - 2014

El 2014 també van començar un nou programa de televisió sense guió, 'K3 kan het!' (K3 pot fer-ho!'), en què viatgen per Bèlgica i els Països Baixos per ajudar els nens a complir els seus somnis.

### El nou K3 (2015-2021)
El 18 de març de 2015 Damen, Verbeke i Huisman van anunciar a través d'una roda de premsa que tots abandonarien el grup afirmant "des que vam començar, sabíem que hi hauria un moment en el qual sentiríem que era el moment precís per aturar-nos; bé, aquest moment és ara present" . El segell de K3 ha anunciat que buscaran nous membres a finals de 2015. Un segon programa de televisió d'audició, K3 Zoekt K3, es va estrenar a la tardor per trobar els nous membres de K3. El 6 de novembre de 2015, Hanne Verbruggen, Klaasje Meijer i Marthe De Pillecyn havien estat escollides com a successores de Karen, Kristel i Josje (respectivament) i es convertirien en el nou K3. Van ser escollides entre 6.081 noies.
Kristel Verbeke va ser la seva gerent durant els dos primers anys.

A partir de la tardor de 2015, l'antic K3 i el nou K3 van anar de gira junts. Per a Karen, Kristel i Josje aquesta va ser una gira de comiat, per al nou trio va ser l'inici de la seva nova carrera. La gira amb ocupació doble va ser tot un èxit i es va allargar, també hi va haver un 'espectacle nocturn per a adults' especial amb sala de peu. 

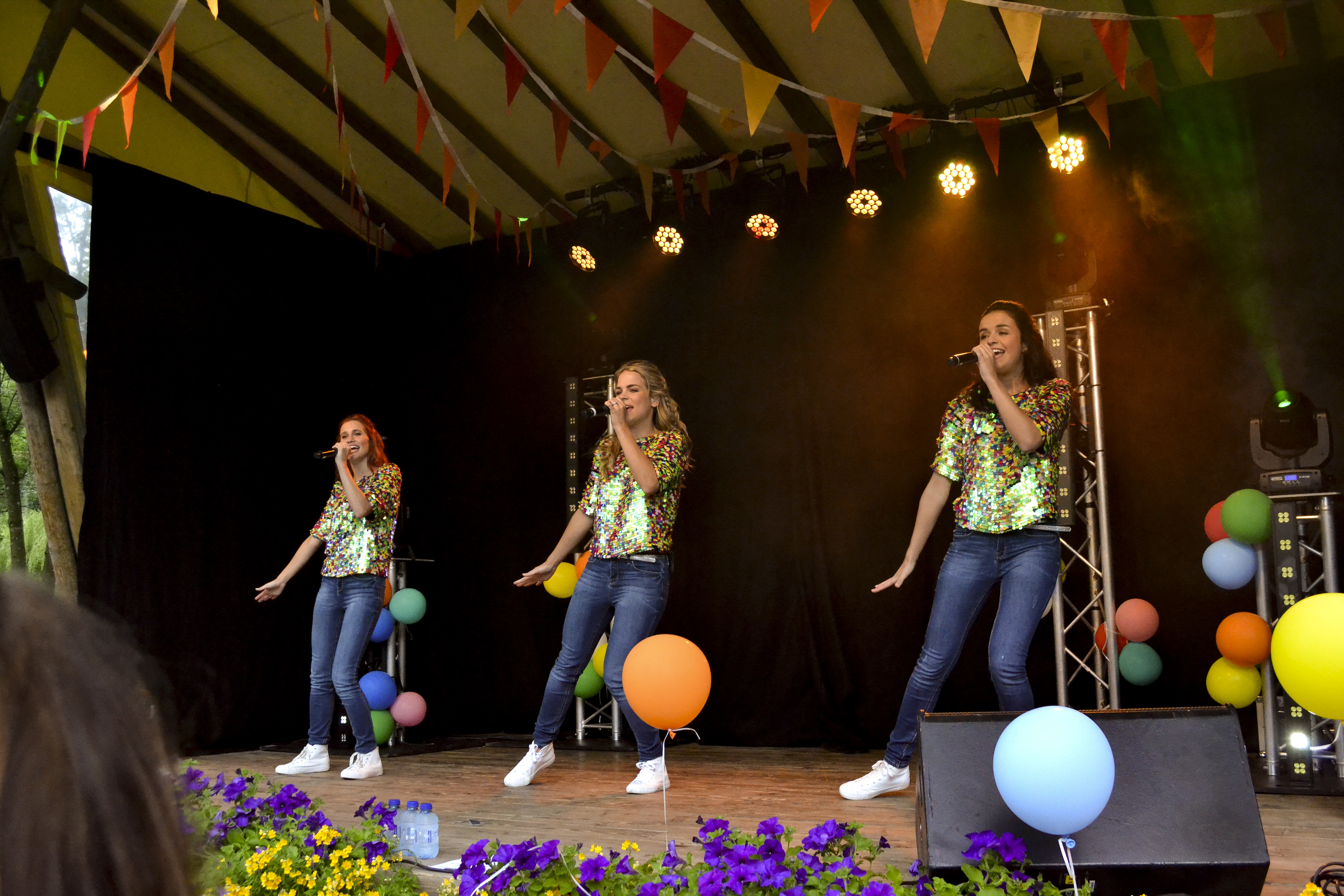
K3 performance - Plopsaland - 2016

El primer llançament de Hanne, Klaasje i Marthe, " 10.000 Luchtballonnen " va encapçalar les llistes a Bèlgica i Holanda. Durant 6 anys, el grup va publicar cinc àlbums més. El 2016 es va estrenar la seva pròpia sèrie animada De Avonturen van K3 (Les aventures de K3). Aquell mateix any va sorgir un nou programa de televisió infantil anomenat Iedereen K3 (Everyone K3). Va ser el successor de De wereld van K3 (K3's World). A finals de 2016, es va estrenar l'especial El diari de K3, en què K3 rememora l'any passat. Aquesta va ser una tradició anual fins al 2018.
L'any 2017, K3 va començar a fer vlogs, cada dos setmanes el dissabte hi ha (normalment) un nou vlog en línia a YouTube. Aquell mateix any, el nou K3 va tenir la seva primera pel·lícula anomenada K3 Love Cruise i hi va haver un especial a VTM: Overal K3 (Everywhere K3), en què Hanne, Klaasje i Marthe van mostrar més d'ells mateixos i van parlar de l'impacte del K3 en el seu vides privades.
La sèrie de ficció K3 Roller Disco, es va estrenar el 31 d'octubre de 2018. És un spin-off de "Hello K3", que inclou un mateix personatge i actor de la sitcom. Per primera vegada a la història, K3 ha començat a patinar sobre rodes, cosa que es reflecteix a la sèrie Roller Disco, el seu videoclip de la cançó del títol i a l'escenari durant la seva gira el 2018. A partir del 2018, K3 es va convertir en jutges/entrenadors de televisió, a les temporades quatre i cinc de la versió flamenca de The Voice Kids.

El 2019, la banda va celebrar el seu 20è aniversari amb un espectacular espectacle amb estands mòbils, escenaris i LED Walls. Inclou un cotxe en moviment, vestits il·luminats i més de 80 ballarins. Al maig van obrir la seva pròpia muntanya russa a Plopsaland anomenada 'K3 Roller Skater' amb la temàtica dels seus patins sobre rodes i les seves sèries de ficció. 

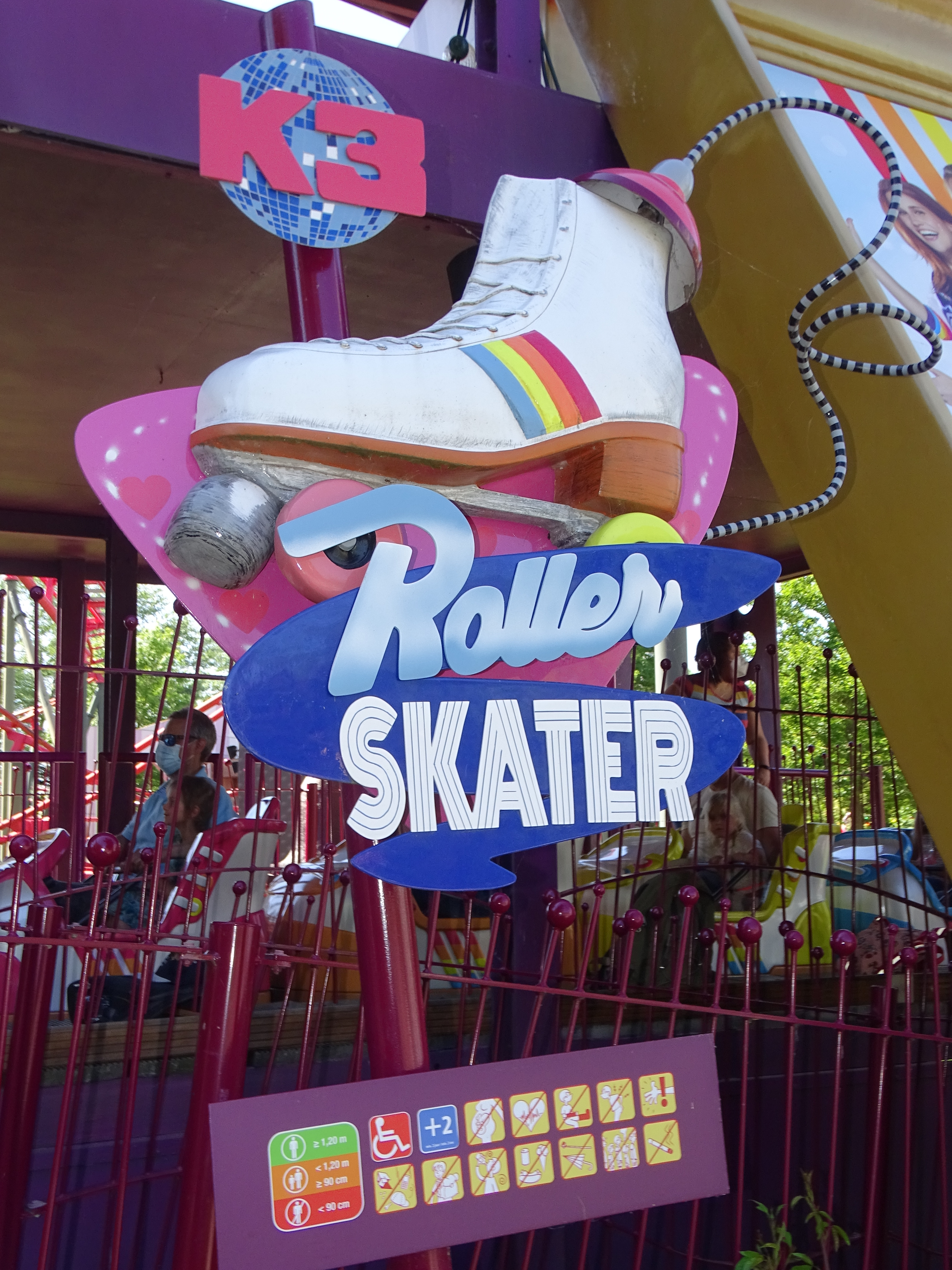
Entrada de la muntanya russa 'K3 Roller Skater' a Plopsaland

Inicialment, s'havia previst una nova gira a la primavera de 2020, però a causa de la pandèmia de la COVID-19 a Europa, aquesta gira es va ajornar a la tardor de 2021. Com a resposta a la crisi, K3 va llançar una nova versió de la seva cançó ' Handjes draaien' (Girar les mans) titulat 'Handjes wassen' (rentar-se les mans) als nens per explicar una mica sobre la malaltia i donar-los una mica de suport.
Aquell mateix any, Hanne, Klaasje i Marthe van gravar la seva segona pel·lícula de cinema K3 Dans van de Farao (K3 Dance of the Pharaoh), totalment d'estil amb les regles de la corona, que es nota a la pel·lícula. Després de l'ajornament, la pel·lícula es va estrenar el juny de 2021.
A partir del 2020, K3 va passar a formar part de la sèrie de jocs de ritme Just Dance amb les seves cançons '10.000 luchtballonnen' i 'Dans van de Farao' a Just Dance 2020 i Just Dance 2021, respectivament.

### Cerca de nou membre (2021)

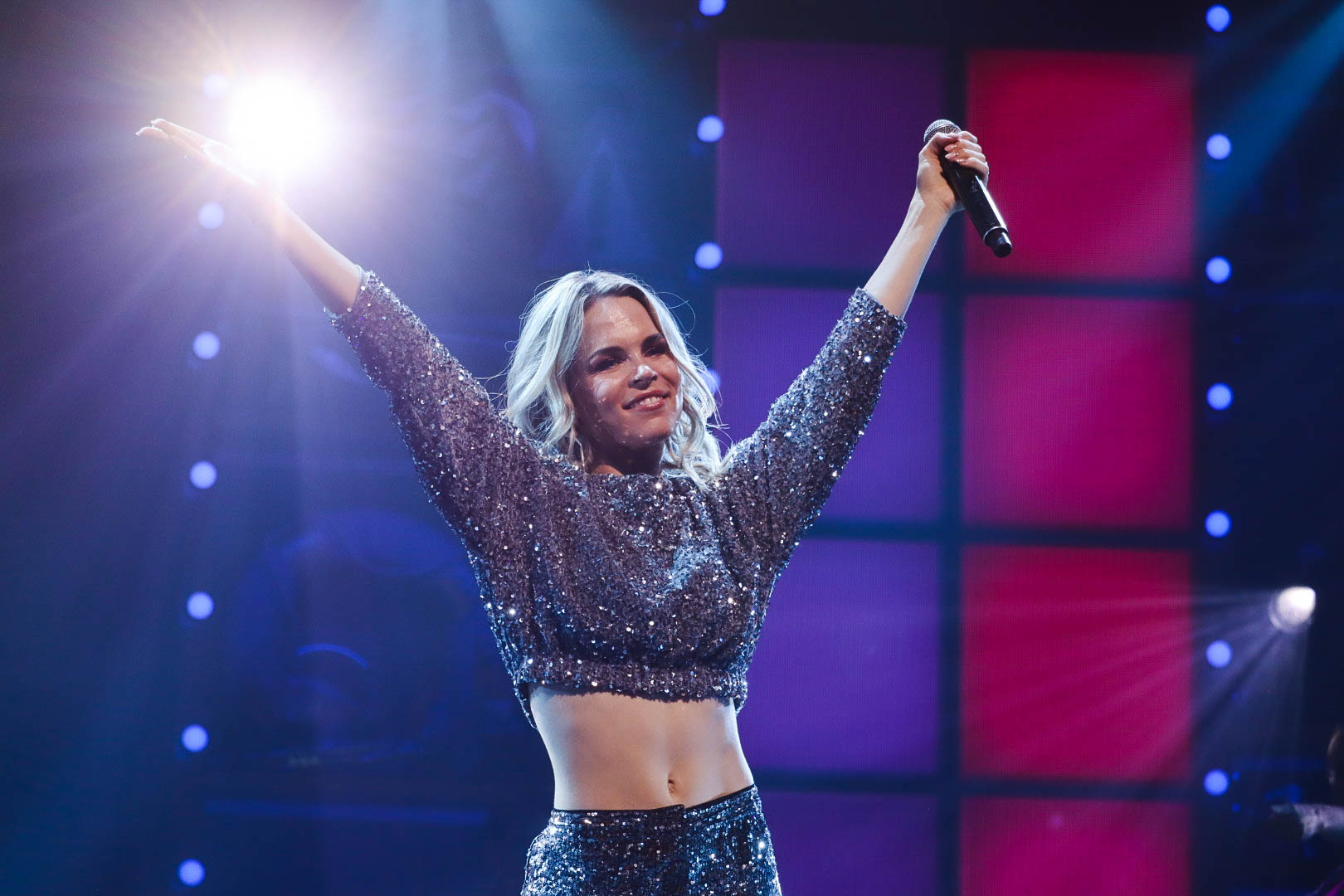
Klaasje Meijer durant el seu últim espectacle amb K3

El 9 de febrer de 2021, la membre Klaasje va anunciar la seva sortida del K3. "La vida de K3 és fantàstica, però sento que ara és el moment d'obrir les ales; de la mateixa manera que hi ha un principi i un final per a tot, ara ha arribat el moment de mirar més enllà i ampliar els meus horitzons. Trobaré a faltar Hanne i Marthe. enormement". Va complir amb els horaris del grup del 2021 fins a l'últim trimestre, inclosa una gira de comiat. L'última actuació de Hanne, Klaasje i Marthe com a K3 va ser el 6 de novembre de 2021 a l' Sportpaleis per 'Back to the Nineties and Nillies', la mateixa data en què es van convertir en K3 fa sis anys.
El segell, Studio 100, va anunciar que un nou membre serà repartit a través d'un programa de supervivència similar a K2 zoekt K3 i K3 zoekt K3. Per primera vegada, ambdós sexes estan qualificats per unir-se al grup. El setembre de 2021, el renovat 'K2 zoekt K3' va aparèixer a la televisió belga i holandesa. Els espectacles de les audicions són semblants als de The Voice. La final va ser el 27 de novembre de 2021, on Klaasje Meijer també va ser present. Marthe De Pillecyn havia donat positiu per coronavirus i no podia estar físicament present, va actuar per connexió de vídeo. Finalment, va ser la guanyadora l'holandesa Julia Boschman, que va ser escollida com a nova integrant del K3 d'entre un total de 22.690 candidats.

### Més èxit (2022-)

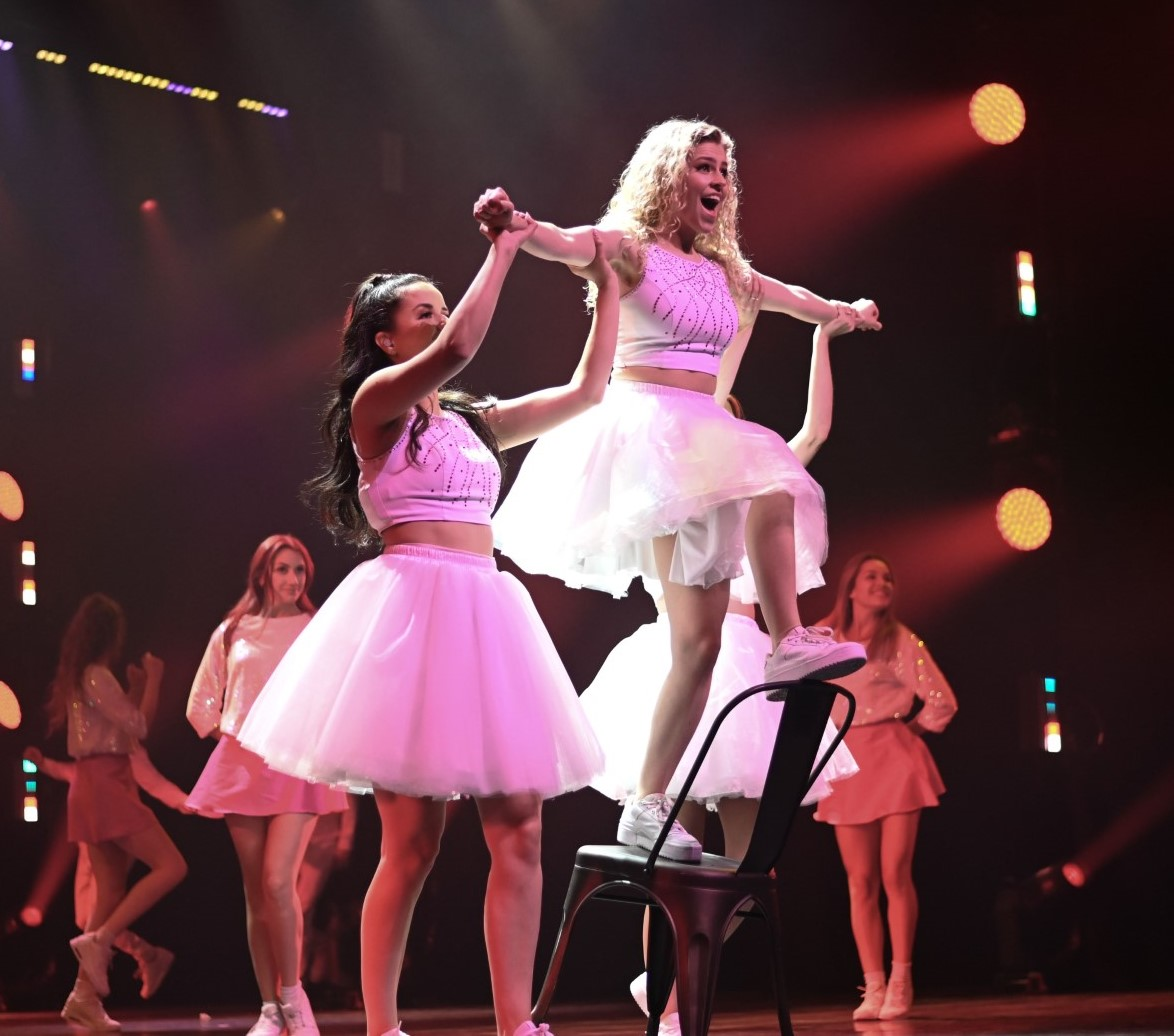
K3 durant el seu primer espectacle amb Julia

El primer senzill amb Boschman, 'Waterval', es va estrenar el mateix vespre i es va convertir en un gran èxit. També va aconseguir la posició més alta de les llistes de Flandes. Va guanyar el premi "Cançó de l'any". L'àlbum del mateix nom també va assolir un cim a les llistes d'àlbums a Bèlgica i als Països Baixos, amb 12.000.000 de reproduccions. La seva cançó "Waterval" va aparèixer a Just Dance 2022.
Ara amb Julia, van tornar a ser jutges i entrenadors de televisió de The Voice Kids a Flandes durant la sisena temporada i també van continuar fent vlogs i llançant vídeos musicals de les seves cançons. La primera gira d'espectacles de Hanne, Marthe i Julia juntes, es va estrenar el 4 de març de 2022 a Bèlgica. També van fer un concert especial en directe al juliol. Després de l'estiu, la seva gira d'espectacles va continuar als Països Baixos, però després d'una sèrie d'espectacles va resultar massa difícil perquè la Hanne Verbruggen, molt embarassada, continués. Després d'això, a l'octubre es va decidir que la finalista de K2 zoekt K3 Diede van den Heuvel la substituiria per a la resta d'espectacles de la gira del 2022.
Al novembre es va publicar la cançó i disc 'Vleugels', pel qual van rebre un disc d'or. Aleshores, la cançó es va presentar a Just Dance 2023 Edition, on apareixen com a ballarins en una 'Versió VIP', en lloc dels típics entrenadors de Just Dance. Com que Hanne encara estava embarassada durant el procés de producció, va ser el primer mapa de Just Dance que presentava un entrenador visiblement embarassat.

El mateix any es va estrenar un nou programa de televisió, K3 Vriendenboek ('K3 Friendship book') en què viuen aventures amb nens més grans. Durant la cançó final de l'actuació de K3 a The Grote Sinterklaas Show el desembre de 2022, la seva bona amiga i també filla del seu cap Marie Verhulst, van cantar per a Hanne, que acabava de donar a llum el seu fill en aquell moment. El 3 de desembre es va emetre a la televisió un nou especial anomenat K3, één jaar later ('K3, un any després') en què es rememorava el primer any amb Julia. Incloent tot el procés d'embaràs de Hanne i la visita de maternitat de les dues "tietes". 

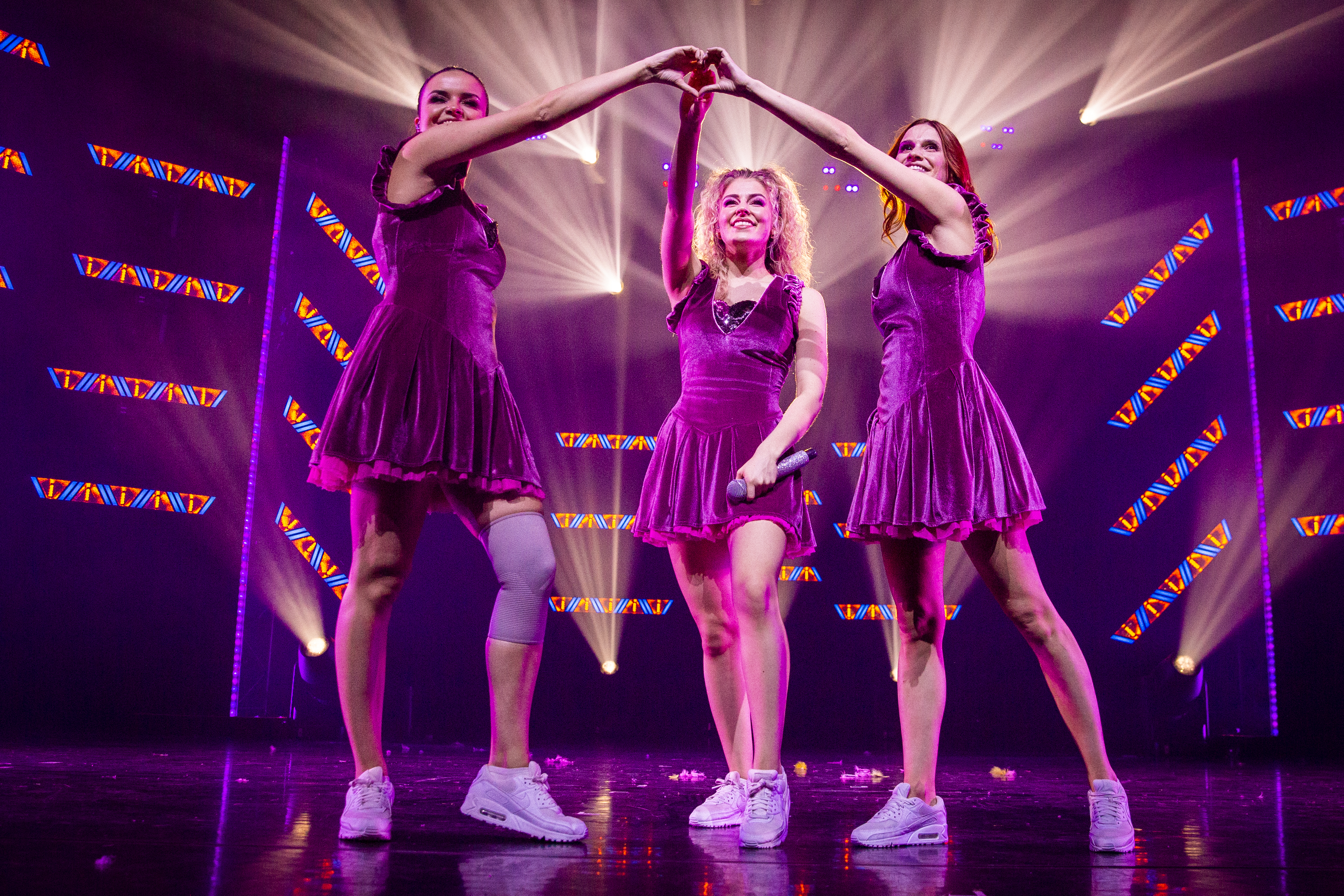
K3 performance - Almere - 2023

El febrer de 2023, després de retrobar-se amb Hanne després de la seva baixa de maternitat, va començar la seva segona gira de concerts 'Vleugels' i van formar part de la temporada 9 de Liefde voor muziek, la versió flamenca de The Best Singers. Un any més tard, van participar de nou per a l'edició d'aniversari de la temporada 10.

## Integrants

### En l'actualitat
Marthe De Pillecyn nascuda en Duffel, Bèlgica, en 1996. Va deixar els seus estudis de puericultura a l'Institut Sint-Norbertus de Duffel per centrar-se completament en K3. Canta a la coral Studio 100 des dels deu anys. Va actuar amb aquest cor (i amb K3) a l'Amsterdam ArenA quan tenia tretze anys. A partir del 2009 es va convertir en cantant de fons permanent a De Grote Sinterklaasshow. Com a part de la Young Artist Academy, De Pillecyn va participar a Belgium's Got Talent el 2013 i va tenir un petit paper a Galaxy Park i Ghost Rockers. De Pillecyn va ser una de les tres guanyadores de K3 busca K3 el 2015, fet que la va convertir en membre de K3 en la nova composició.
Hanne Verbruggen va néixer en 1994 en Malinas, Bèlgica. Verbruggen va estudiar gestió de la comunicació i va ser actiu en els escoltes. Prové d'una família de músics, però ella mateixa no tenia experiència escènica quan va audicionar per al programa K3zoek K3 el 2015, que finalment va guanyar i després es va convertir en membre de K3 en la nova composició.
Julia Boschman nascuda en 2002 en Bergen op Zoom, Països Baixos. A principis de 2021, va participar al programa de televisió K2 searches K3, la recerca del successor de Klaasje Meijer. Va deixar els estudis d'interiorisme per la seva participació. El 27 de novembre de 2021, va ser escollida com a guanyadora del programa de talent i, per tant, nou membre del grup. Boschman ja tenia experiència com a cantant/actriu en diverses produccions musicals, entre elles l'actuació bèl·lica 'Supersum'. El 2020 va tenir un paper a la sèrie de televisió de Sinterklaas 'Studio Pepernoot'.

### Membres anteriors
Karen Damen nascuda en 1974 a Anvers, Bèlgica. Va estudiar humanitats (idiomes moderns) i va treballar a la indústria de la restauració a Anvers.
Kristel Verbeke nascuda en 1974 en Hamme, Bèlgica. Després de l'educació secundària, Verbeke es va formar com a regent en holandès, història i economia. Abans de K3 va treballar en un banc de Laarne com a dependenta de banc, però també va cantar, inclòs al cor de fons de Niels William, el fundador de K3. Després de deixar K3, va estar activa un any més com a gerent de K3.
Kathleen Aerts va néixer en 1978 en Geel, Bèlgica. Va assistir a l'escola normal d'idiomes i matemàtiques i es va graduar com a mestra a finals de la dècada de 1990. Va entrar en el punt de mira l'any 1998 gràcies a la seva participació al programa Belgian Soundmix, on va quedar tercera amb la cançó Grow A Baby de Pop In Wonderland. Aquell any també va substituir una actriu al musical Blancaneus i va gravar el seu primer senzill en solitari. Aerts va deixar K3 el 2009 i el va succeir Josje Huisman.
Josje Huisman nascuda en 1989 en Heusden, Països Baixos, va créixer en Steenwijkerwold. Quan tenia catorze anys, la família es va traslladar a Meppel. Va prendre classes de ballet a Steenwijk. El 2008 es va graduar a la Lucia Marthas Dance Academy de Groningen, després de la qual va actuar, entre altres coses, com a ballarina de fons als concerts dels Toppers a l'Amsterdam ArenA. Va viure a Amsterdam fins al març de 2009, on va seguir un curs de formació musical, fins que es va convertir en la nova membre de K3 i es va traslladar a Anvers. El 2009 va succeir a Aerts després de guanyar el programa de talents K2 seeks K3.
Klaasje Meijer va néixer en 1995 en Gravenzande, Països Baixos. La filla del pastor ha canviat el seu sobrenom Alieke pel seu nom oficial i nom de bateig Klaasje a causa de la seva participació a K3 busca K3. Va estudiar al conservatori d'Amsterdam. Meijer toca la flauta, va donar classes de música i va formar el Meijer Quintet amb la seva mare i les seves germanes. El 2015, Meijer va ser una de les guanyadores de K3 seeks K3 i, per tant, es va convertir en un nou membre del grup. També es va traslladar a Anvers per a K3. Va anunciar la seva sortida del grup el 9 de febrer de 2021 i va fer el seu darrer espectacle el 31 d'octubre de 2021. Meijer també va estar present a la final de K2 busca K3 per passar la torxa a Julia Boschman.

## Discografia
Per a la discografia completa vegeu: K3 discography
Àlbums d'estudi
- Parels (1999)
- Alle kleuren (2000)
- Tele-Romeo (2001)
- Verliefd (2002)
- Oya lélé (2003)
- De wereld rond (2004)
- Kuma hé (2005)
- Ya ya yippee (2006)
- Kusjes (2007)
- MaMaSé! (2009)
- Eyo! (2011)
- Engeltjes (2012)
- Loko le (2013)
- 10.000 Luchtballonnen (2015)
- Ushuaia (2016)
- Love Cruise (2017)
- Roller Disco (2018)
- Dromen (2019)
- Dans van de Farao (2020)
- Waterval (2021)
- Vleugels (2022)